# Базарова, Надежда Павловна
Наде́жда Па́вловна База́рова (28 января 1904, Санкт-Петербург — 7 марта 1993, там же) — артистка балета и педагог, автор учебно-методических пособий «Азбука классического танца» и «Классический танец: Методика четвёртого и пятого года обучения». Заслуженный деятель искусств Таджикской ССР (1964).

## Биография
Училась в Ленинградском хореографическом училище, среди её педагогов были Агриппина Ваганова и Ольга Преображенская. После выпуска в 1923 году была принята в балетную труппу Ленинградского театра оперы и балета им. Кирова, где танцевала по 1961 год. Исполняла партии в балетах «Лебединое озеро», «Дон Кихот», «Баядерка», «Щелкунчик», «Болт» (Гошка, Шкетик).
В 1938 году окончила у Агриппины Вагановой педагогические курсы при училище. В 1938—1982 годах преподавала в родной школе классический танец; в 1982—1987 годах была заведующей методическим кабинетом. Среди учениц Базаровой — балерина Алтынай Асылмуратова, Марина Васильева, декан исполнительского факультета Академии русского балета им. А. Я. Вагановой.

## Награды и звания
- Заслуженный деятель искусств Таджикской ССР (1964)[1].
- Орден «Знак Почёта» (10.06.1988).